# Жаба, Тадеуш
Тадеуш Жаба (пол. Tadeusz Żaba; 1750—1800) — государственный деятель Великого княжества Литовского.
Представитель белорусско-польского шляхетского рода Жаба герба Косцеша.
В 1767—1771 занимал пост подвоеводы виленского, тогда же избирался маршалком виленским для участия в радомской конфедерации.
С 1771 по 1776 — служил подкоморием виленским. В 1776—1784 — каштелян полоцкий, а с 1784 по 1792 год — последний полоцкий воевода.
Избирался сенатором Речи Посполитой.
Кавалер орден Святого Станислава (1777) и ордена Белого орла (1781).
Согласно сохранившимся архивным данным, Тадеуш Жаба отличался буйным характером, часто вступал в ссоры и конфликты с окружающими. Так, около 1790 года полоцкие шляхтичи, в том числе подстолий полоцкий Ст. Буйницкий и депутат от воеводства полоцкого К. Спинек, подали жалобу королю Станиславу Понятовский на Т. Жабу, в которой просили о защите их законных прав и свобод. В жалобе указывалось на то, что Жаба занял место виленского каштеляна, а затем и воеводский пост, благодаря подкупу. На всех местных сеймиках ведет себя вызывающе и рукоприкладствует.
Похоронен в г. Гелвонай в Литве.